# Канимехский район
Канимехский район (каракалп. Kenimex rayonı/Кенемех районы) (узб. Konimex tumani / Конимех тумани) — административная единица в Навоийской области Узбекистана. Административный центр — пгт Канимех.
Население — 36 200 чел. (2021).

## История
Кенимехский район был образован в 1925 году как Казахско-каракалпакский район. В 1938 году вошёл в состав Бухарской области. 24 декабря 1962 года упразднён, а 29 декабря 1965 года восстановлен. В 1982 году вошёл в состав Навоийской области. В 1988—1992 годах входил в состав Бухарской области.
В 2018 году в состав района была передана часть территории Гиждуванского района Бухарской области площадью 106,51 км2 (из них 6 км2 — территория посёлка городского типа Зафарабад).

## Административно- территориальное деление
По состоянию на 1 января 2011 года в состав района входят:
- 4 городских посёлка:

1. Балакарак,
2. Канимех,
3. Мамикчи,
4. Шуртепа.

- 7 сельских сходов граждан:

1. Баймурат,
2. Караката,
3. Саржал,
4. Учтобе,
5. Чардара,
6. Янгиабад,
7. Янгиказган.

## Достопримечательности
В Канимехском районе расположен “Экопарк Конимех”. Парк располагается на зеленой территории площадью в 4 га. На территории экопарка расположены ресторан, многочисленные юрты, музыкальный фонтан, зона аттракционов для детей, спортивная площадка, амфитеатр и ферма по разведению верблюдов.